# 桂山島
桂山島，前稱垃圾尾島、曱甴尾，是中國廣東省珠海市管轄的萬山群島島嶼之一，是著名的旅游海岛，亦是珠海万山海洋开发试验区的政治、经济、文化中心。行政區劃屬於廣東省珠海市香洲區桂山鎮。桂山島东距香洲、澳门約15海里，北距香港大屿山分流約3海里，並鄰近港珠澳大橋和珠江口。
該島目前正積極發展旅遊業，吸引不少外地遊客到訪。該地亦盛產鱲魚。
現時，桂山島已與珠海市的牛頭島和中心洲相連，面積為10平方公里，三島連為一體，組成珠海市桂山鎮。

## 命名
桂山島原稱垃圾尾島，該處於1950年發生萬山群島海戰，海戰中的中国人民解放军江防司令部戰艦桂山號在該處成功搶灘登陸並取得勝利。為此，當時珠海縣人民政府於1954年把該處命名為桂山島。

## 地理
桂山镇下辖桂山村、桂海村2条传统渔村，辖区由21个大小岛屿及周边800平方公里的海域组成，陆地总面积达18平方公里，其中桂山岛、原中心洲岛和牛头岛已通过陆地相连，陆地面积近6.92平方公里。

## 戰略地位
桂山島位於珠江口以南的位置，鄰近主要航道，握守珠江口船隻的出入，戰略地位極其重要。當年中國共產黨和中國國民黨曾激烈爭奪此島的控制權，因此桂山島對中國國防有深遠的影響。
桂山島亦是珠海市万山海洋开发試驗区基建最完善、居住人口最多的岛屿，島上設鎮政府部門及各公共設施，是珠海市萬山區的行政及經济中心。

## 海洋資源
島上海洋資源豐富，盛產有石斑、鳢白、军曹、章红等名贵鱼种。

## 环境问题

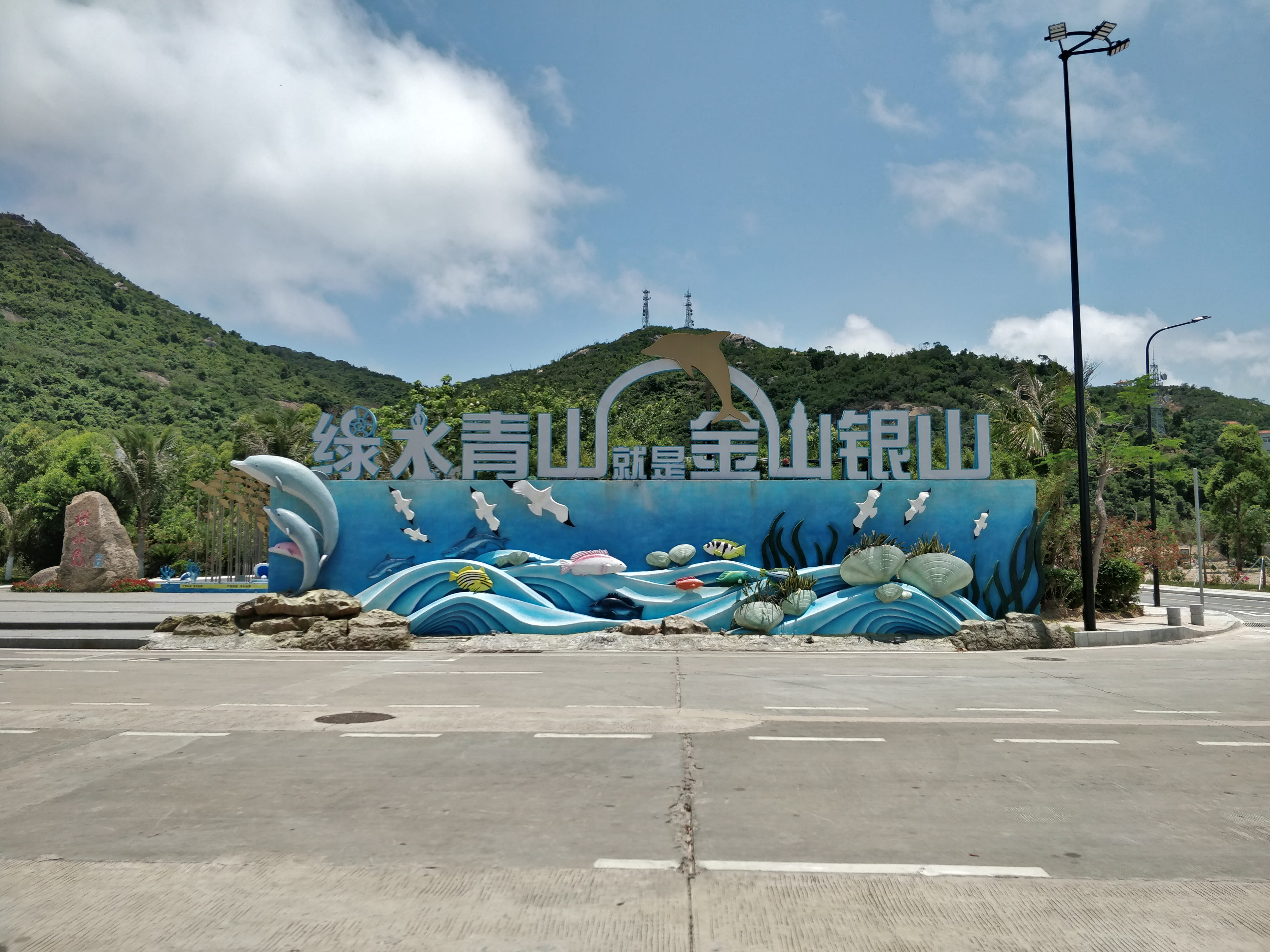
桂山岛生态文明宣传标语：绿水青山就是金山银山

桂山岛位于珠江口东侧主航道上，是珠江口大型油船停靠处，也是广东省最大的海水网箱养殖基地之一。
2011年，广东省化学危害应急检测技术重点实验室副研究员郭鹏然博士的研究结果显示，桂山岛附近海底表层沉积物中，铜、铅、锌三种重金属含量均不同程度地超过河口背景值。评价结果是“该海水养殖基地中，表层沉积物中重金属对底栖生物有潜在或慢性毒性作用。”。而近年来，经过严格的环境治理与监管措施，桂山岛的生态环境已有明显改观。

### 桂山海上風電場
2016年9月9日，廣東省首個海上風力發電場試點「珠海桂山海上風電場示範項目」在珠海市桂山島動工，工程總投資近27億元人民幣，擬於2017年12月建成投產。香港海豚保育團體指出，風電場打入海牀的風車樁柱， 以及風車轉動時產生的低頻，都會對中華白海豚造成滋擾和影響其生存環境。中山大學海洋學院教授、中山大學保護中華白海豚研究團隊負責人吳玉萍接受內地傳媒訪問時亦批評，這份環評「避重就輕」，項目將改變當地海域生態系統， 影響中華白海豚的生存，並建議該項目重新選址。

## 旅遊業發展

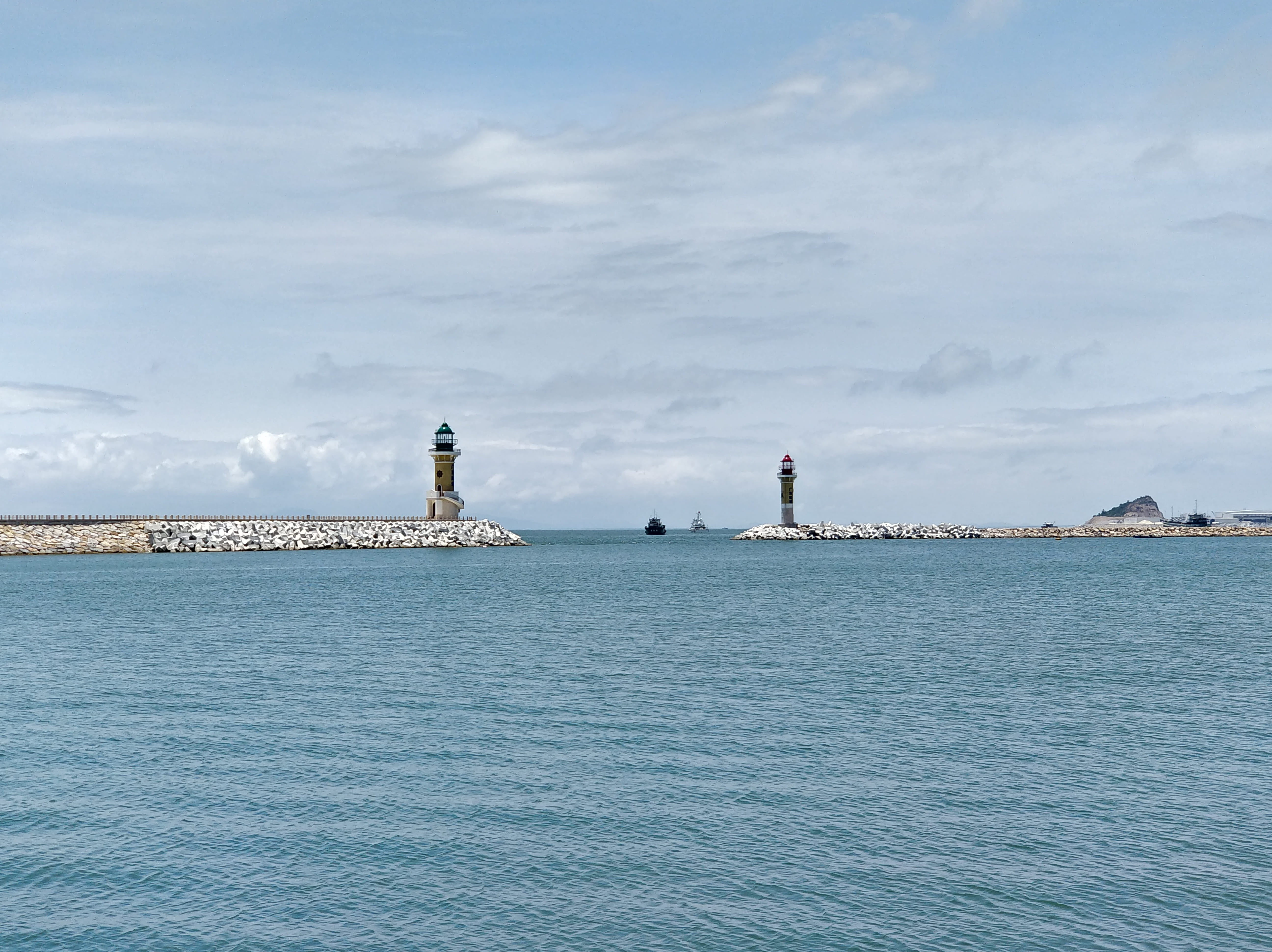
桂山岛灯塔

1990年代港英政府興建赤鱲角機場期間，不少工人在收工後便直接乘「洗頭艇」偷渡到珠海桂山島享受色情服務。在機場落成後，香港人已較少登島，加上珠海大力掃黃，桂山島上香港遊客已不多。
2013年8月14日，珠海市在全市海洋經濟工作會議上透露，珠海擬大力發展海洋經濟，同時擴大萬山群島海域對外開放，包括爭取簡化港澳居民來海島觀光旅遊和垂釣的通關手續，對港澳居民免簽。並在桂山島建設廣東省首批粵港澳遊艇對外開放碼頭，加快研究出台港澳遊艇管理辦法，實現港澳籍遊艇在萬山區指定水域活動及停泊。遊艇碼頭預算在2013年底建成。
島上主要景點包括英雄登陆点、码头广场、海关大楼、北山生态园景区、网箱养殖风景区、沙滩、妈祖庙、军事教育基地、坑道博物馆、民族英雄文天祥文化广场及富有纪念意义的文天祥事迹图片展馆、桂山岛文化历史展馆及名人摩崖石碑文化广场等。

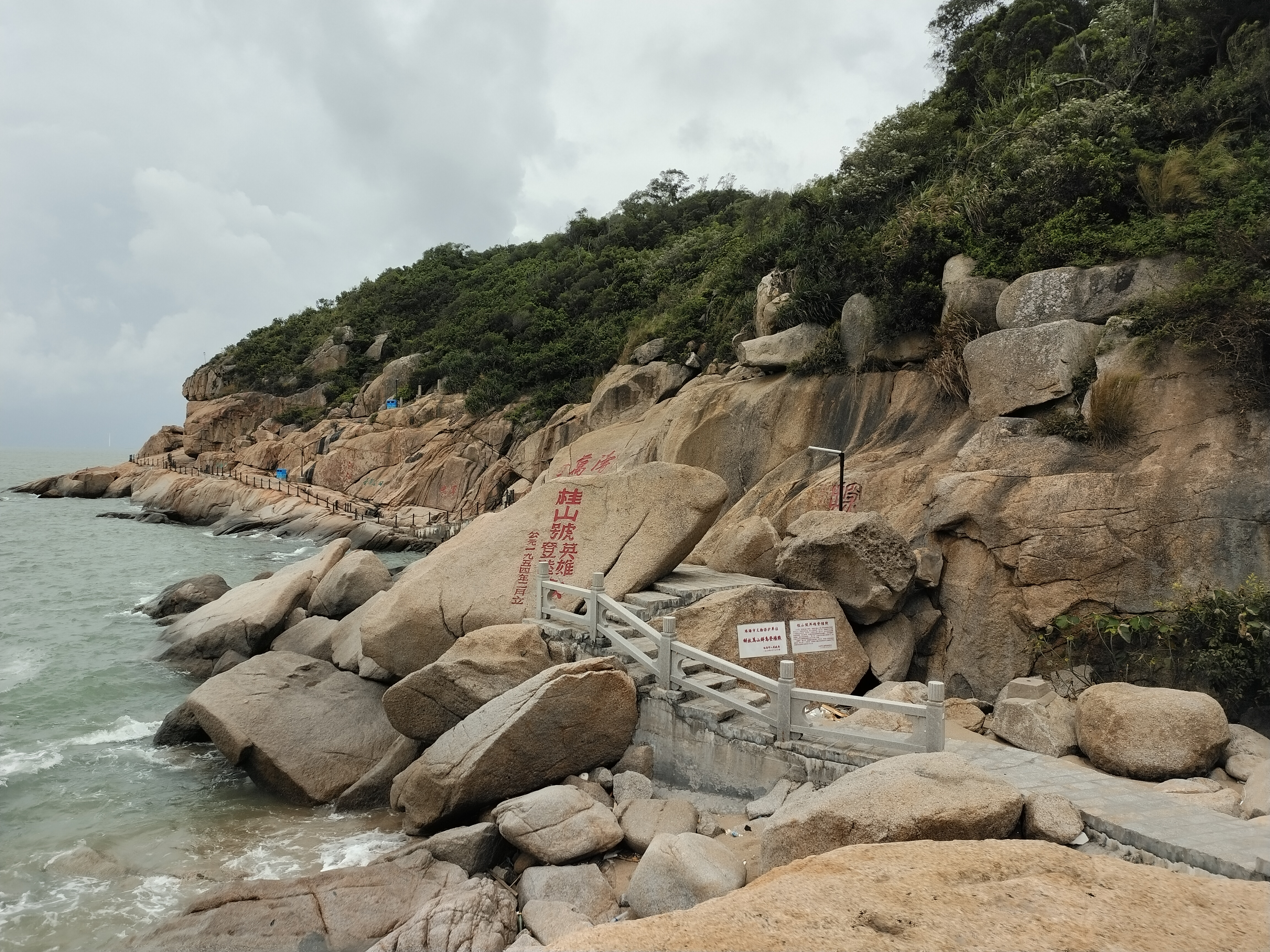
万山战役中解放军在桂山岛上的登陆点，现已建成桂山舰纪念公园

桂山舰纪念公园被列为「第六批省级文物保护单位」，并被授予“广东省红色旅游示范基地”称号（珠海市唯一）。2017年，公园再被列为「珠海市党史党性教育基地」。隨著近年旅遊配套逐漸成熟，吸引大量自廣東省其他地區的的遊客到訪。
自珠海市大力於桂山島發展旅遊業起，島上不斷興建酒店及民宿，直至現在，岛上共有20家住宿企业，其中民宿10家，酒店6家，宾馆4家。可接待游客2,500人左右，包括蓝色海岸民宿、海亦蓝客栈、木棉雅居客栈、道禾璞树客栈等。未來桂山島將以人文生活島為整體定位，打造遊艇俱樂部及觀賞基地。

## 文化
桂山天后诞是富有海岛浓厚传统民间文化特色的活动，每年农历四月二十三日，各地信众们纷纷前来祭拜庆贺。桂山岛的天后庙相传已有两三百年的历史，历经沧桑，至今为万山群岛现存规模最大，保留最完整的纪念妈祖的庙宇之一。妈祖神像（副身）用金作身。桂山天后诞庆典活动节目众多，香火特盛，有舞狮、奉献烧猪、天后巡游、百桌盛宴等。2015年桂山天后诞祭奠活动于年被正式列入珠海市第八批非物质文化遗产名录。

## 石礦業
由於桂山島主要由花崗岩構成，與鄰近的香港地質相似，因此島上的石礦業曾一度蓬勃，並設有中心洲和牛頭島兩座大型石礦場。其中，中心洲石礦場更是改革開放初年，珠海市首批中外合資的工業項目之一。至2000年代初，上述礦場均已關閉，但環境普遍未被修復。

## 交通

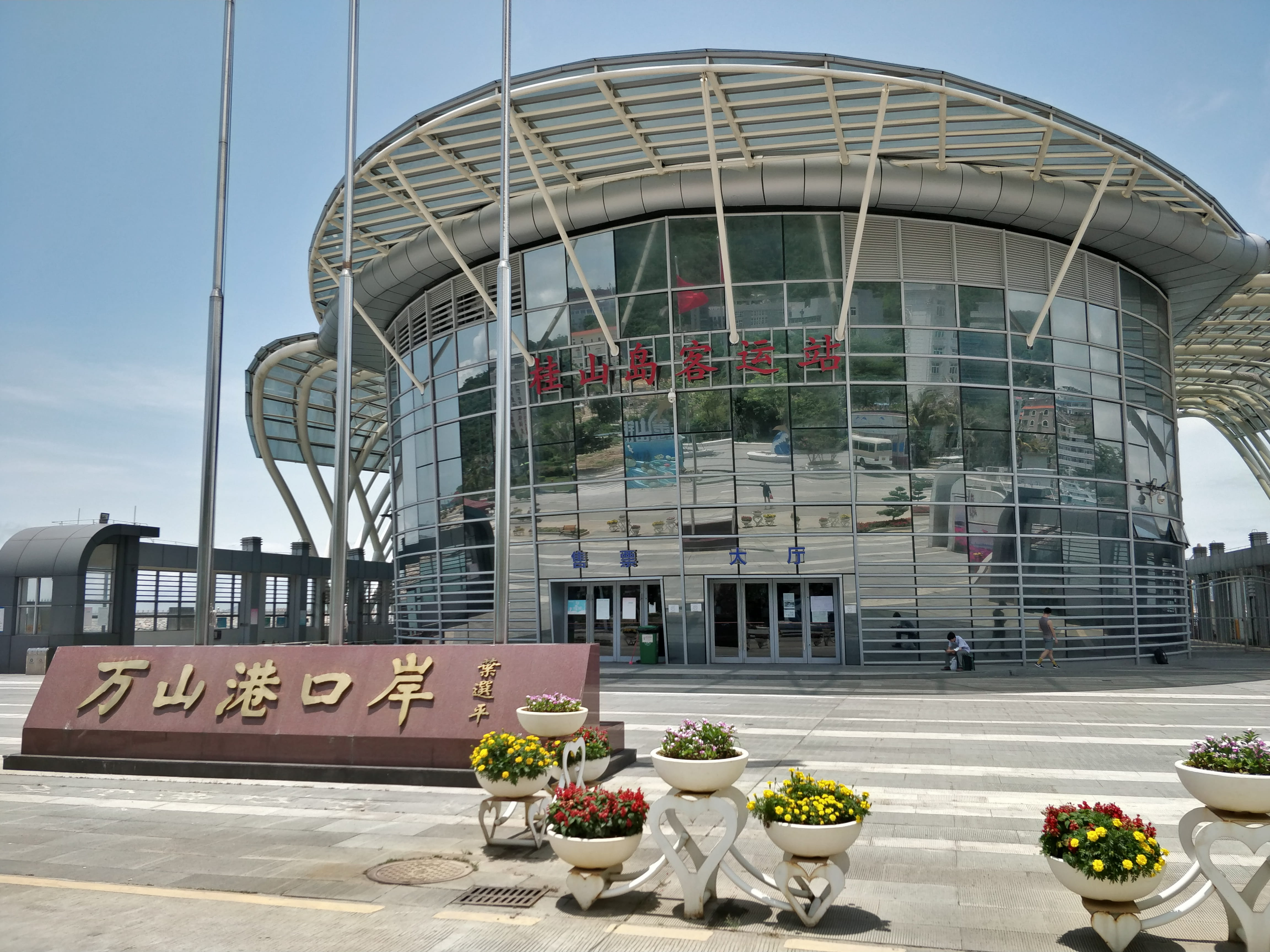
桂山岛客运站（万山港口岸）

桂山島的萬山港客運站是萬山群島之中唯一設有口岸設備的碼頭，每天有四至五班船來往珠海香洲港，也有約二至三班船來往深圳蛇口港，亦開通往返橫琴碼頭的海上客運航線，未來更開通往返唐家港及斗門港的航線。
跨境客運方面，隨著香港至珠海香洲港（經桂山島）的航班於2017年取消後，口岸設備一度棄置。2023年開始，隨著澳門與珠海計劃共同發展“珠澳海島遊”，由珠海高速客輪與澳門粵通船務聯營，往返澳門氹仔客運碼頭至桂山島的跨境海上客運航線於2023年7月15日開通，口岸亦重新啟用。
此外，桂山島也是萬山群島之中唯一鋪設行車馬路的市鎮，然而島上只有政府車輛可以行駛，居民一般以單車代步，也有少數居民會以高爾夫球車代步。

## 填海规划
有不少香港政黨曾建議於桂山島填海，如在2018年，香港立法會議員葉劉淑儀建議香港政府尋求中央政府批准，借出鄰近香港的島嶼，包括桂山島作填海。
及於2020年，香港政黨民建聯建議在珠海市桂山島西部的淺水區域作填海，作住宅用途興建16萬至20萬個單位以紓緩香港房屋問題等。 但這些填海計劃牽涉改動邊界，及實施內地與香港法律及由誰執法等複雜問題，至今仍未獲香港政府任何回應。
此外，這些填海計劃只屬部份香港政黨的提議，惟桂山島屬珠海市管轄。中國中央政府，及珠海市政府，亦未曾正式發表過上述的填海計劃或表態。而報導上述填海計劃的大多數都為香港傳媒，中國內地傳媒則極少有報道。
2020年10月19日，香港行政長官林鄭月娥表示沒有聽過中央政府有提及桂山島填海計劃，林鄭月娥認為中央政府重視環保，此計劃做法困難，表示：「因為習近平表明，保育很重要。」同時，林鄭月娥表示「若要在內地水域填海，為何不在香港大嶼山、交椅洲填海？」

## 外部連結
- 官方网站